# Seznam českých hráčů v KHL v sezóně 2019/2020
Toto je seznam hráčů Česka v sezóně 2019/2020 KHL.

## Bobrovova divize
- HK Spartak Moskva • Robin Hanzl
- HK Dynamo Moskva • Dmitrij Jaškin
- Dinamo Riga • Alexander Salák
- Jokerit • David Sklenička
- Severstal Čerepovec • nikdo
- SKA Petrohrad • nikdo

## Tarasovova divize
- CSKA Moskva • Jiří Sekáč
- HK Dinamo Minsk • nikdo
- Lokomotiv Jaroslavl • Jakub Nakládal
- HK Soči • nikdo
- HK Viťaz Moskevská oblast •  Jakub Jeřábek

## Charlamovova divize
- Ak Bars Kazaň • nikdo
- Avtomobilist Jekatěrinburg • Jakub Kovář
- Torpedo Nižnij Novgorod • nikdo
- Metallurg Magnitogorsk • Andrej Nestrašil
- CHK Neftěchimik Nižněkamsk • nikdo
- Traktor Čeljabinsk • Lukáš Sedlák • Tomáš Hyka

## Černyšovova divize
- Admiral Vladivostok • nikdo
- Amur Chabarovsk • Michal Jordán • Marek Langhamer • Ondřej Vitásek • Hynek Zohorna • Tomáš Zohorna
- Avangard Omsk • nikdo
- Barys Astana • nikdo
- Salavat Julajev Ufa • nikdo
- HK Sibir Novosibirsk • nikdo
- HC Rudá hvězda Kunlun • Andrej Šustr • Šimon Hrubec